# Militær enhed
En militær enhed er en organisation indenfor et forsvar. Den er under kommando af en chef og består af mandskab samt noget materiel så som skibe, køretøjer og fly. Hære, flåder og luftvåben er organiseret hierarkisk i grupperinger efter funktionelle, taktiske og administrative formål. Organisationsskemaer – kaldet kasser og vandrør – beskriver kommandovejen fra soldaten til største enhed.
Mindre enheder er mere specialiserede og indgår i større enheder – for de største enheder vil de indgående enheder afhænge af opgaven, som skal løses. Den konkrete sammensætning benævnes order of battle eller forkortet orbat.
På nationalt plan er militæret som regel inddelt i kommandoer; i Danmark eksempelvis Forsvarskommandoen og Hærens Operative Kommando.

## Marine

### Administrativt
En moderne marine vil typisk være inddelt i forskellige administrative enheder:
- Marine
  - Flåde
  - Flotille
  - Eskadre
  - Division

Definitionen af hvornår et antal skibe udgør en eskadre eller en flotille er flydende og bestemmes generelt nationalt, eksempelvis består Søværnets "division 24" af 6 patruljefartøjer af Diana-klassen, mens "5. korveteskadre" i Deutsche Marine kun består af fem korvetter af Braunschweig-klassen.

### Andre
- Armada

## Hær
I hære sker specialiseringen i våbenarter eller tildeling af roller, som traditionelt har været infanteri, kavaleri og artilleri, men nu i reglen omfatter:
- Motoriseret infanteri (kamptropper på lastvogne )
- Panser infanteri (kamptropper i PMV'er)
- Dragonerne (Kampvogne)
- Artilleri
- Ingeniørtropper, som kan forbedre egen mobilitet og hindre fjendens.
- Signaltropper, som støtter officerernes føring af enhederne.
- Logistik- eller forsyningstropper som står for forsyninger, vedligeholdelse, sanitet (medicinsk støtte) og militærpoliti.

Alle andre enheder end kamptropperne benævnes under ét kampstøtteenheder. Samtlige af disse tropper kan samtidig tillægges specielle militære opgaver som værende faldskærmsenheder eller luftbårne styrker.
Størrelsesmæssigt findes enheder som anført i skemaet nedenfor. Enheder fra brigade-størrelse og opefter opererer med flere våbenarter – enheder under brigadestørrelse opererer med én våbenart:
| Symbol | Navn                                  | Styrke                                     | Underordnede enheder                       | Chef                           |
| ------ | ------------------------------------- | ------------------------------------------ | ------------------------------------------ | ------------------------------ |
| XXXXX  | Armégruppe (i Den Røde Hær: Front)    | 200.000 eller mere                         | Flere end to arméer                        | General eller feltmarskal      |
| XXXX   | Armé                                  | 100.000-150.000                            | 2-3 armékorps                              | General eller feltmarskal      |
| XXX    | Armékorps eller (i Den Røde Hær) armé | 50.000-70.000                              | 3-7 divisioner                             | Generalløjtnant                |
| XX     | Division                              | 10–20.000                                  | 2-4 brigader eller regimenter              | Generalmajor                   |
| X      | Brigade                               | 2-5.000                                    | 2+ regimenter eller 3–6 bataljoner         | Brigadegeneral eller oberst    |
| III    | Regiment eller kampgruppe             | 2-3.000                                    | 3–4 bataljoner                             | Oberst                         |
| II     | Bataljon eller afdeling               | 300–1.000                                  | 2–6 kompagnier, eskadroner eller batterier | Oberstløjtnant                 |
| I      | Kompagni, eskadron eller batteri      | 100–300                                    | 2–6 delinger                               | Kaptajn eller major            |
| •••    | Deling                                | 30–40                                      | 2+ grupper eller sektioner                 | Løjtnant eller premierløjtnant |
| ••     | Sektion                               | 7–12 (eller 30-40 efter den franske model) | 2-4 grupper eller ildhold                  | Sergent til seniorsergent      |
| •      | Gruppe                                | 5-12                                       | 2-4 ildhold                                | Korporal til oversergent       |
| Ø      | Ildhold (fireteam) eller patrulje     | 2-4                                        |                                            |                                |

## Luftvåben
Et luftvåben er ligesom de andre værn også indrettet i et antal administrative enheder:
- Luftvåben
  - Gruppe
  - Wing
  - Eskadrille
  - Flight